# Голякова, Татьяна Фёдоровна
Татья́на Фёдоровна Голяко́ва (15 июня 1974, Киев) — артистка балета, прима-балерина Национальной оперы Украины, народная артистка Украины (2011).

## Биография
Татьяна Голякова родилась 15 июня 1974 года в Киеве (Украина).
Окончила в 1992 году Киевское хореографическое училище и была принята в Национальную оперу Украины.

## Награды
- 1994 — Международный конкурс артистов балета им. Сергея Лифаря в Киеве — Золотая медаль
- 1997 — Международный Конкурс артистов балета в Люксембурге — Гран При
- 1998 — Международный Конкурс артистов балета им. Рудольфа Нуриева в Будапеште — Серебряная медаль
- 1998 — Заслуженная артистка Украины[1]
- 2002 — Почётная грамота Кабинета Министров Украины[2]
- 2011 — Народная артистка Украины

## Репертуар
- «Баядерка» — Никия, Гамзати
- «Дон Кихот» — Китри
- «Лебединое озеро» — Одетта-Одиллия
- «Раймонда» — Раймонда
- «Спартак» в хореографии Анатолия Шекеры, в хорегорафии Георгия Ковтуна — Эгина
- «Щелкунчик» — Клара (Маша)
- «Кармен-сюита» — Кармен
- «Корсар» — Медора, Гюльнара
- «Спящая красавица» — Аврора, Принцесса Флорина, Злая фея Карабос
- «Жизель» — Жизель, Мирта
- «Сильфида» — Сильфида
- «Венский вальс» — Карла, Аннель
- «Ночь перед Рождеством» — Екатерина
- «Легенда о любви» — Ширин
- «Сказание о Йусуфе» — Зулейха
- «Дама с камелиями» — Маргаритта
- «Пер Гюнт» — Морская Дева, Доврская дева, Дочь Неба
- «Золушка» — Золушка
- «Белоснежка и семь гномов» — Белоснежка
- «Русалочка» — Русалочка
- «Коппелия» — Сванильда
- «Ромео и Джульетта» в хореографии Анатолия Шекеры, в хореографии Бориса Мягкова — Джульетта
- «Жар-птица» — Жар-птица
- «Петрушка» — Балерина
- «Шурале» — Сюимбике
- «Тщетная Предосторожность» — Лиза
- Гран па из балета «Пахита» — Пахита
- «Свадьба Фигаро» — Сюзанна
- «Властелин Борисфена» — Октавия
- «Чиполлино» — Редисочка
- «Утренняя серенада» в хореографии Сержа Лифаря, реконструкция балета Оливье Пате (2006) — Диана (первая исполнительница на Украине)[3]
- «Шехеразада» — Зобеида

«Творческий почерк балерины отмечен утонченностью линий, академической чистотой, глубоким проникновением в создаваемый образ»— В.Д.Туркевич, "Хореографическое искусство Украины в персоналиях"

## Гастроли
Гастролировала в Австралии, Италии, Испании, Франции, Германии, Швейцарии, Японии и других странах.
С 2003 года принимает участие в Международном фестивале классического балета имени Рудольфа Нуриева в Татарском академическом государственном театре оперы и балета имени Мусы Джалиля (Казань):
В 2006 году подготовила партию Зулейхи в балете «Сказание о Йусуфе» Л.Любовского специально для XIX Международного фестиваля классического балета имени Рудольфа Нуриева.
В 2007 году — на фестивале им. Р.Нуриева исполнила партию Сюимбике в балете «Шурале» Ф. Яруллина.
В 2010 году на XXIII Международном фестивале классического балета имени Р.Нуриева исполнила партию Зулейхи в балете «Сказание о Йусуфе» Л.Любовского, партию Гюльнары в балете «Корсар» А.Адана, Гамзатти в балете «Баядерка» Л. Минкуса.